# مهران
 مهران  بكسر الميم وسكون النون، هي قرية من قرى وادي ديخور، في القديم كانت قرية عامرة، أما الآن فهي منطقة مشهورة تابعة لناحية كوخرد  (بالفارسية: بخش كوخرد)  من توابع مدينة بستك في محافظة هرمزگان في جنوب إيران. بها مقر لحرس الحدود. قيل أن شخصاً كان يدعى  جلودار مهران  مستقراً في هذا المكان. تقع في شمال شرقي قرية آسو بمسافة 500 متر، مطلة على نهر مهران من جهة الشمال.
وفي الجنوب الشرقي من آسو وعند تقاطع طريق بستك المؤدي إلى بندر لانج ونهر مهران، تم بناء جسر كبير فوق النهر. ومياه هذا النهر مالحة وعادة ما تكون قليلة، ولكنها تفيض عند هطول المطر وتكون مياهه مرتفعة للغاية ويصبح من المستحيل عبوره. تحتوي هذه المنطقة على مركز للدرك وبركة. تقع على بعد تسعة كيلومترات شرق كوخارد.
وفي تعداد عام 2006 بلغ عدد سكانها سبعة أشخاص في العائلة الواحدة.

## سبب التسمية
سبب تسمية باسم (مهران)، يروى أن رجلاً قوياً شهماً، كان يرافق القوافل في أسفارهم، وكان لديه مجموعة من الفرسان المسلحين الأشداء، وكانوا يسمونهم (چریک) أي الحرس.
وكانوا يحرسون القوافل في أسفارهم من اللصوص مقابل أجر متفق عليه. وكان زعيمهم يدعى (جلودار مهران) أي القائد:(مهران)، لذلك سميت المنطقة بهذا الاسم، نسبةً إلى
 جلودار مهران  القائد القوي والشهم، وكذلك النهر الذي يجري في أسفل القرية بــنهر مهران.

## حدود مهران
من الشمال: «جبل» وقرية ديخور، ومن الجنوب نهر مهران وطريق «گوچی» ومنطقة « بون کوه چهاربرکه »، ومن الغرب قرية آسو، ومن الشرق تنتهي بــقرية بار في أقصى الشرق.

## آثار مهران
آثار مهران تـتمثل آثار لقرية خربة، وكذلك بقايا وآثار قلعه قديمة تسمى « قلعة جلودار مهران »، يقال أن من بنى هذه القلعة هو (جلودار مهران)، ويقال أيضاً أن قلعة بنيت بعد وفاته، ثم أطلقت عليه اسم جلودار مهران اكراماً له ولشجاعته.

## وصلات خارجية
- الادارية لمحافظة هرمزگان
- الادارية لمحافظة هرمزگان (بلده كوخرد)